# Villefort, Lozère
Villefort är en kommun i departementet Lozère i regionen Occitanien i södra Frankrike. Kommunen ligger i kantonen Villefort som tillhör arrondissementet Mende. År 2022 hade Villefort 617 invånare.

## Befolkningsutveckling
Antalet invånare i kommunen Villefort
| Referens: INSEE |